# Vojnović
Vojnović je priimek več oseb (pojavlja se tudi v oblikah Vojinović in Vojnovič)
- Goran Vojnović (*1980), slovenski pisatelj in filmski režiser
- Ivo Vojnović (1857—1929), hrvaški (dubrovniški) književnik
- Konstantin Vojnović (1832—1903), hrvaški pedagog in pravnik
- Lujo Vojnović (1864—1951), hrvaški (dubrovniški) književik, publicist in (črnogorski) politik
- Mihajlo Vojnović (1916—2010), srbski partizanski poveljnik, general JLA
- Petar Vojnović (1908—1977), bosansko-hercegovski general JLA
- Vladimir Vojnović (1917—1999), srbski slikar

## priimek Vojnovič
- Marjana Vojnovič (Marjanca) (1927—2011), urednica glasbeno-govornih radijskih oddaj[1]
- Nastja Vojnovič (*1944), jezikoslovka slavistka
- Nada Vojnovič
- Vladimir Vojnovič (1932—2018), ruski (sovjetski) pisatelj, satirik, politični disident in emigrant